# ГЕС Shuānggōu
ГЕС Shuānggōu (双沟水电站) — гідроелектростанція на північному сході Китаю у провінції Цзілінь. Знаходячись між ГЕС Xiǎoshān (вище по течії) та ГЕС Шілонг, входить до складу каскаду на річці Songjiang, правій притоці Toudao Songhua, котра в свою чергу є лівою твірною Сунгарі (великий правий доплив Амуру). 
В межах проекту річку перекрили кам’яно-накидною греблею із бетонним облицюванням висотою 111 метрів, яка утримує водосховище з об’ємом 388 млн м3 (корисний об’єм 147 млн м3) та припустимим коливанням рівня поверхні у операційному режимі між позначками 567 та 585 метрів НРМ (під час повені до 588,6 метра НРМ). 
Зі сховища через прокладений у лівобережному масиві тунель ресурс подається до розташованого за 0,7 км машинного залу (при цьому відстань між останнім та греблею по руслу становить понад 4 км). Основне обладнання станції становлять дві турбіни типу Френсіс потужністю по 140 МВт, які використовують напір у 97 метрів та забезпечують виробництво 389 млн кВт-год електроенергії на рік.